# Fase final da Copa Sul-Americana de 2024
A fase final da Copa Sul-Americana de 2024 foi disputada entre 16 de julho e 23 de novembro, compreendendo as disputas dos play-offs, oitavas de final, quartas de final, semifinal e final.

## Critérios de desempate
As equipes se enfrentam em jogos eliminatórios de ida e volta, classificando-se a que soma o maior número de pontos. Persistindo o empate, a vaga é definida em disputa por pênaltis.
Na final, disputada em partida única, caso haja igualdade no saldo de gols é disputada uma prorrogação de 30 minutos. Se ainda assim não houver definição, há disputa por pênaltis.

## Esquema

### Play-offs
Equipe 1 possui o mando de campo no primeiro jogo e em negrito as equipes classificadas.
| Chave | Equipe 1                | Total       | Equipe 2             | Ida | Volta |
| ----- | ----------------------- | ----------- | -------------------- | --- | ----- |
| A     | Barcelona de Guayaquil  | 3–4         | Red Bull Bragantino  | 1–1 | 2–3   |
| B     | Cerro Porteño           | 2–3         | Athletico Paranaense | 1–1 | 1–2   |
| C     | Palestino               | 3–2         | Cuiabá               | 1–1 | 2–1   |
| D     | Libertad                | 3–1         | Universidad Católica | 2–0 | 1–1   |
| E     | Independiente del Valle | 0–1         | Boca Juniors         | 0–0 | 0–1   |
| F     | LDU Quito               | 4–3         | Always Ready         | 3–0 | 1–3   |
| G     | Rosário Central         | 2–1         | Internacional        | 1–0 | 1–1   |
| H     | Huachipato              | 3–3 (3–0 p) | Racing               | 2–3 | 1–0   |

### Fases finais
As equipes que estão na parte superior do confronto possuem o mando de campo no primeiro jogo e em negrito as equipes classificadas.
|  | Oitavas de final       | Oitavas de final       | Oitavas de final  | Oitavas de final  |       |                      | Quartas de final    | Quartas de final    | Quartas de final    | Quartas de final    |  |             | Semifinais         | Semifinais         | Semifinais         | Semifinais         |        |   | Final          | Final          |
|  | 13 a 22 de agosto      | 13 a 22 de agosto      | 13 a 22 de agosto | 13 a 22 de agosto |       |                      | 17 a 26 de setembro | 17 a 26 de setembro | 17 a 26 de setembro | 17 a 26 de setembro |  |             | 22 a 31 de outubro | 22 a 31 de outubro | 22 a 31 de outubro | 22 a 31 de outubro |        |   | 23 de novembro | 23 de novembro |
|  |                        |                        |                   |                   |       |                      |                     |                     |                     |                     |  |             |                    |                    |                    |                    |        |   |                |                |
|  | Rosário Central        | 1                      | 1                 | 2                 |       |                      |                     |                     |                     |                     |  |             |                    |                    |                    |                    |        |   |                |                |
|  | Fortaleza              | 1                      | 3                 | 4                 |       |                      |                     |                     |                     |                     |  |             |                    |                    |                    |                    |        |   |                |                |
|  | Fortaleza              | 1                      | 3                 | 4                 |       | Fortaleza            | 0                   | 0                   | 0                   |                     |  |             |                    |                    |                    |                    |        |   |                |                |
|  |                        |                        |                   |                   |       | Fortaleza            | 0                   | 0                   | 0                   |                     |  |             |                    |                    |                    |                    |        |   |                |                |
|  |                        | Corinthians            | 2                 | 3                 | 5     |                      |                     |                     |                     |                     |  |             |                    |                    |                    |                    |        |   |                |                |
|  | Red Bull Bragantino    | Corinthians            | 2                 | 3                 | 5     | 1                    | 2                   | 3 (4)               |                     |                     |  |             |                    |                    |                    |                    |        |   |                |                |
|  | Red Bull Bragantino    |                        |                   |                   |       | 1                    | 2                   | 3 (4)               |                     |                     |  |             |                    |                    |                    |                    |        |   |                |                |
|  | Corinthians (pen)      | 2                      | 1                 | 3 (5)             |       |                      |                     |                     |                     |                     |  |             |                    |                    |                    |                    |        |   |                |                |
|  | Corinthians (pen)      | 2                      | 1                 | 3 (5)             |       |                      |                     |                     |                     |                     |  | Corinthians | 2                  | 1                  | 3                  |                    |        |   |                |                |
|  |                        |                        |                   |                   |       |                      |                     |                     |                     |                     |  | Corinthians | 2                  | 1                  | 3                  |                    |        |   |                |                |
|  |                        | Racing                 | 2                 | 2                 | 4     |                      |                     |                     |                     |                     |  |             |                    |                    |                    |                    |        |   |                |                |
|  | Athletico Paranaense   | Racing                 | 2                 | 2                 | 4     | 2                    | 2                   | 4                   |                     |                     |  |             |                    |                    |                    |                    |        |   |                |                |
|  | Athletico Paranaense   |                        |                   |                   |       | 2                    | 2                   | 4                   |                     |                     |  |             |                    |                    |                    |                    |        |   |                |                |
|  | Belgrano               | 1                      | 0                 | 1                 |       |                      |                     |                     |                     |                     |  |             |                    |                    |                    |                    |        |   |                |                |
|  | Belgrano               | 1                      | 0                 | 1                 |       | Athletico Paranaense | 1                   | 1                   | 2                   |                     |  |             |                    |                    |                    |                    |        |   |                |                |
|  |                        |                        |                   |                   |       | Athletico Paranaense | 1                   | 1                   | 2                   |                     |  |             |                    |                    |                    |                    |        |   |                |                |
|  |                        | Racing                 | 0                 | 4                 | 4     |                      |                     |                     |                     |                     |  |             |                    |                    |                    |                    |        |   |                |                |
|  | Huachipato             | Racing                 | 0                 | 4                 | 4     | 0                    | 1                   | 1                   |                     |                     |  |             |                    |                    |                    |                    |        |   |                |                |
|  | Huachipato             |                        |                   |                   |       | 0                    | 1                   | 1                   |                     |                     |  |             |                    |                    |                    |                    |        |   |                |                |
|  | Racing                 | 2                      | 6                 | 8                 |       |                      |                     |                     |                     |                     |  |             |                    |                    |                    |                    |        |   |                |                |
|  | Racing                 | 2                      | 6                 | 8                 |       |                      |                     |                     |                     |                     |  |             |                    |                    |                    |                    | Racing | 3 |                |                |
|  |                        |                        |                   |                   |       |                      |                     |                     |                     |                     |  |             |                    |                    |                    |                    |        | 3 |                |                |
|  |                        | Cruzeiro               | 1                 |                   |       |                      |                     |                     |                     |                     |  |             |                    |                    |                    |                    |        |   |                |                |
|  | Libertad (pen)         | Cruzeiro               | 1                 | 1                 | 0     | 1 (4)                |                     |                     |                     |                     |  |             |                    |                    |                    |                    |        |   |                |                |
|  | Libertad (pen)         |                        |                   | 1                 | 0     | 1 (4)                |                     |                     |                     |                     |  |             |                    |                    |                    |                    |        |   |                |                |
|  | Sportivo Ameliano      | 1                      | 0                 | 1 (3)             |       |                      |                     |                     |                     |                     |  |             |                    |                    |                    |                    |        |   |                |                |
|  | Sportivo Ameliano      | 1                      | 0                 | 1 (3)             |       | Libertad             | 0                   | 1                   | 1                   |                     |  |             |                    |                    |                    |                    |        |   |                |                |
|  |                        |                        |                   |                   |       | Libertad             | 0                   | 1                   | 1                   |                     |  |             |                    |                    |                    |                    |        |   |                |                |
|  |                        | Cruzeiro               | 2                 | 1                 | 3     |                      |                     |                     |                     |                     |  |             |                    |                    |                    |                    |        |   |                |                |
|  | Boca Juniors           | Cruzeiro               | 2                 | 1                 | 3     | 1                    | 1                   | 2 (4)               |                     |                     |  |             |                    |                    |                    |                    |        |   |                |                |
|  | Boca Juniors           |                        |                   |                   |       | 1                    | 1                   | 2 (4)               |                     |                     |  |             |                    |                    |                    |                    |        |   |                |                |
|  | Cruzeiro (pen)         | 0                      | 2                 | 2 (5)             |       |                      |                     |                     |                     |                     |  |             |                    |                    |                    |                    |        |   |                |                |
|  | Cruzeiro (pen)         | 0                      | 2                 | 2 (5)             |       |                      |                     |                     |                     |                     |  | Cruzeiro    | 1                  | 1                  | 2                  |                    |        |   |                |                |
|  |                        |                        |                   |                   |       |                      |                     |                     |                     |                     |  | Cruzeiro    | 1                  | 1                  | 2                  |                    |        |   |                |                |
|  |                        | Lanús                  | 1                 | 0                 | 1     |                      |                     |                     |                     |                     |  |             |                    |                    |                    |                    |        |   |                |                |
|  | LDU Quito              | Lanús                  | 1                 | 0                 | 1     | 1                    | 1                   | 2                   |                     |                     |  |             |                    |                    |                    |                    |        |   |                |                |
|  | LDU Quito              |                        |                   |                   |       | 1                    | 1                   | 2                   |                     |                     |  |             |                    |                    |                    |                    |        |   |                |                |
|  | Lanús                  | 2                      | 3                 | 5                 |       |                      |                     |                     |                     |                     |  |             |                    |                    |                    |                    |        |   |                |                |
|  | Lanús                  | 2                      | 3                 | 5                 |       | Lanús (pen)          | 0                   | 1                   | 1 (6)               |                     |  |             |                    |                    |                    |                    |        |   |                |                |
|  |                        |                        |                   |                   |       | Lanús (pen)          | 0                   | 1                   | 1 (6)               |                     |  |             |                    |                    |                    |                    |        |   |                |                |
|  |                        | Independiente Medellín | 0                 | 1                 | 1 (5) |                      |                     |                     |                     |                     |  |             |                    |                    |                    |                    |        |   |                |                |
|  | Palestino              | Independiente Medellín | 0                 | 1                 | 1 (5) | 2                    | 0                   | 2                   |                     |                     |  |             |                    |                    |                    |                    |        |   |                |                |
|  | Palestino              |                        |                   |                   |       | 2                    | 0                   | 2                   |                     |                     |  |             |                    |                    |                    |                    |        |   |                |                |
|  | Independiente Medellín | 2                      | 4                 | 6                 |       |                      |                     |                     |                     |                     |  |             |                    |                    |                    |                    |        |   |                |                |

## Play-offs

### Chave A
| 17 de julho   | Barcelona de Guayaquil | 1 – 1     | Red Bull Bragantino | Estádio Monumental, Guaiaquil                   |
| 19:30 (UTC−5) | Corozo 31'             | Relatório | Helinho 18'         | Público: 6 767 Árbitro: ARG Maximiliano Ramírez |

| 24 de julho   | Red Bull Bragantino                      | 3 – 2     | Barcelona de Guayaquil  | Estádio Nabi Abi Chedid, Bragança Paulista |
| 21:30 (UTC−3) | Borbas 22' · Lincoln 46' · Jhon Jhon 86' | Relatório | Preciado 7' · Oyola 44' | Público: 4 368 Árbitro: VEN Alexis Herrera |

Red Bull Bragantino venceu por 4–3 no placar agregado.

### Chave B
| 18 de julho   | Cerro Porteño | 1 – 1     | Athletico Paranaense | Estádio General Pablo Rojas, Assunção         |
| 20:30 (UTC−4) | Benítez 33'   | Relatório | Christian 69'        | Público: 12 702 Árbitro: URU Esteban Ostojich |

| 25 de julho   | Athletico Paranaense      | 2 – 1     | Cerro Porteño | Ligga Arena, Curitiba                        |
| 21:30 (UTC−3) | Mastriani 3' · Cuello 59' | Relatório | Fernández 68' | Público: 28 196 Árbitro: CHI Felipe González |

Athletico Paranaense venceu por 3–2 no placar agregado.

### Chave C
| 18 de julho   | Palestino   | 1 – 1     | Cuiabá        | Estádio Municipal, Concepción |
| 18:00 (UTC−4) | Linares 32' | Relatório | Deyverson 61' | Árbitro: PER Roberto Pérez    |

| 25 de julho   | Cuiabá         | 1 – 2     | Palestino             | Arena Pantanal, Cuiabá                  |
| 18:00 (UTC−4) | André Luís 78' | Relatório | Marabel 8' · Sosa 61' | Público: 6 004 Árbitro: BOL Gery Vargas |

Palestino venceu por 3–2 no placar agregado.

### Chave D
| 17 de julho   | Libertad                      | 2 – 0     | Universidad Católica | Estádio Defensores del Chaco, Assunção       |
| 18:00 (UTC−4) | Ó. Cardozo 49' · Sanabria 74' | Relatório |                      | Público: 28 400 Árbitro: BRA Paulo Zanovelli |

| 24 de julho   | Universidad Católica | 1 – 1     | Libertad         | Estádio Olímpico Atahualpa, Quito        |
| 17:00 (UTC−5) | Fajardo 6'           | Relatório | Ó. Cardozo 90+1' | Público: 4 201 Árbitro: COL Andrés Rojas |

Libertad venceu por 3–1 no placar agregado.

### Chave E
| 17 de julho   | Independiente del Valle | 0 – 0     | Boca Juniors | Estádio Banco Guayaquil, Quito              |
| 19:30 (UTC−5) |                         | Relatório |              | Público: 8 083 Árbitro: CHI Felipe González |

| 24 de julho   | Boca Juniors | 1 – 0     | Independiente del Valle | Estádio La Bombonera, Buenos Aires          |
| 21:30 (UTC−3) | Cavani 39'   | Relatório |                         | Público: 46 943 Árbitro: URU Andrés Matonte |

Boca Juniors venceu por 1–0 no placar agregado.

### Chave F
| 18 de julho   | LDU Quito                      | 3 – 0     | Always Ready | Estádio Casa Blanca, Quito                |
| 19:30 (UTC−5) | Arce 16' · Adé 27' · Julio 53' | Relatório |              | Público: 21 546 Árbitro: PER Kevin Ortega |

| 25 de julho   | Always Ready                              | 3 – 1     | LDU Quito     | Estádio Municipal, El Alto                  |
| 20:30 (UTC−4) | Terrazas 1' · Martínes 84' · Carabalí 88' | Relatório | Alzugaray 50' | Público: 4 269 Árbitro: BRA Flávio de Souza |

LDU Quito venceu por 4–3 no placar agregado.

### Chave G
| 16 de julho   | Rosário Central | 1 – 0     | Internacional | Estádio Gigante de Arroyito, Rosário        |
| 21:30 (UTC−3) | Campaz 49'      | Relatório |               | Público: 21 907 Árbitro: CHI Cristian Garay |

| 23 de julho   | Internacional    | 1 – 1     | Rosário Central | Estádio Beira-Rio, Porto Alegre             |
| 21:30 (UTC−3) | Alan Patrick 49' | Relatório | Sández 20'      | Público: 31 646 Árbitro: URU Gustavo Tejera |

Rosário Central venceu por 2–1 no placar agregado.

### Chave H
| 16 de julho   | Huachipato       | 2 – 3     | Racing                        | Estádio Municipal, Concepción              |
| 18:00 (UTC−4) | Martínez 4', 63' | Relatório | Cotugno 31', 49' · Nandín 38' | Público: 2 503 Árbitro: ECU Augusto Aragón |

| 23 de julho   | Racing | 0 – 1     | Huachipato  | Estádio Centenario, Montevidéu                   |
| 19:00 (UTC−3) |        | Relatório | Martínez 9' | Público: 1 428 Árbitro: PAR Juan Gabriel Benítez |

|                           |       | Penalidades                   |  |
| Silveira Nandín Rodríguez | 0 − 3 | Montes Palmezano J. Gutiérrez |  |

3–3 no placar agregado, Huachipato venceu por 3–0 na disputa de pênaltis.

## Oitavas de final
Equipe 1 possui o mando de campo no primeiro jogo e em negrito as equipes classificadas.
| Chave | Equipe 1             | Total       | Equipe 2               | Ida | Volta |
| ----- | -------------------- | ----------- | ---------------------- | --- | ----- |
| A     | Rosário Central      | 2–4         | Fortaleza              | 1–1 | 1–3   |
| B     | Libertad             | 1–1 (4–3 p) | Sportivo Ameliano      | 1–1 | 0–0   |
| C     | LDU Quito            | 2–5         | Lanús                  | 1–2 | 1–3   |
| D     | Huachipato           | 1–8         | Racing                 | 0–2 | 1–6   |
| E     | Athletico Paranaense | 4–1         | Belgrano               | 2–1 | 2–0   |
| F     | Palestino            | 2–6         | Independiente Medellín | 2–2 | 0–4   |
| G     | Boca Juniors         | 2–2 (4–5 p) | Cruzeiro               | 1–0 | 1–2   |
| H     | Red Bull Bragantino  | 3–3 (4–5 p) | Corinthians            | 1–2 | 2–1   |

### Chave A
| 14 de agosto  | Rosário Central | 1 – 1     | Fortaleza  | Estádio Gigante de Arroyito, Rosário        |
| 19:00 (UTC−3) | Sández 6'       | Relatório | Marinho 2' | Público: 14 360 Árbitro: VEN Alexis Herrera |

| 21 de agosto  | Fortaleza                                         | 3 – 1     | Rosário Central | Arena Castelão, Fortaleza                     |
| 19:00 (UTC−3) | Lucero 53' · Yago Pikachu 78' · Lucas Sasha 90+2' | Relatório | Mallo 48'       | Público: 50 135 Árbitro: URU Esteban Ostojich |

Fortaleza venceu por 4–2 no placar agregado.

### Chave B
| 15 de agosto  | Libertad     | 1 – 1     | Sportivo Ameliano | Estádio Defensores del Chaco, Assunção          |
| 18:00 (UTC−4) | Espinoza 58' | Relatório | Samudio 23'       | Público: 5 463 Árbitro: ARG Maximiliano Ramírez |

| 22 de agosto  | Sportivo Ameliano | 0 – 0     | Libertad | Estádio Defensores del Chaco, Assunção     |
| 18:00 (UTC−4) |                   | Relatório |          | Público: 2 572 Árbitro: ECU Augusto Aragón |

|                                             |       | Penalidades                                           |  |
| Paredes Valdez Salinas Aranda González Maiz | 3 − 4 | Ó. Cardozo Sanabria Espinoza Melgarejo Riveros Franco |  |

1–1 no placar agregado, Libertad venceu por 4–3 na disputa de pênaltis.

### Chave C
| 14 de agosto  | LDU Quito | 1 – 2     | Lanús                    | Estádio Casa Blanca, Quito                |
| 19:30 (UTC−5) | Arce 14'  | Relatório | Pérez 23' · Moreno 45+1' | Público: 18 662 Árbitro: PAR Juan Benítez |

| 21 de agosto  | Lanús                                | 3 – 1     | LDU Quito | Estádio La Fortaleza, Lanús              |
| 21:30 (UTC−3) | Bou 9' · Izquierdoz 78' · Acosta 89' | Relatório | Arce 37'  | Público: 5 899 Árbitro: PER Kevin Ortega |

Lanús venceu por 5–2 no placar agregado.

### Chave D
| 13 de agosto  | Huachipato | 0 – 2     | Racing                               | Estádio Sausalito, Viña del Mar           |
| 18:00 (UTC−4) |            | Relatório | A. Martínez 32' · Quintero 89' (pen) | Público: 1 992 Árbitro: PER Roberto Pérez |

| 20 de agosto  | Racing                                                                                   | 6 – 1     | Huachipato          | Estádio El Cilindro, Avellaneda |
| 19:00 (UTC−3) | B. Rodríguez 10' · A. Martínez 26' · Carbonero 31', 45+3' · Di Césare 51' · Almendra 55' | Relatório | Palmezano 48' (pen) | Árbitro: PAR Juan Benítez       |

Racing venceu por 8–1 no placar agregado.

### Chave E
| 15 de agosto  | Athletico Paranaense      | 2 – 1     | Belgrano | Ligga Arena, Curitiba                    |
| 19:00 (UTC−3) | Erick 41' · Christian 62' | Relatório | Jara 1'  | Público: 27 275 Árbitro: BOL Gery Vargas |

| 22 de agosto  | Belgrano | 0 – 2     | Athletico Paranaense         | Estádio Mario Alberto Kempes, Córdova            |
| 19:00 (UTC−3) |          | Relatório | Mastriani 54' · Di Yorio 89' | Público: 40 296 Árbitro: PAR Carlos Paul Benítez |

Athletico Paranaense venceu por 4–1 no placar agregado.

### Chave F
| 14 de agosto  | Palestino               | 2 – 2     | Independiente Medellín | Estádio Nacional, Santiago                  |
| 20:30 (UTC−4) | Román 48' · Linares 50' | Relatório | Varela 41', 90+3'      | Público: 12 284 Árbitro: ECU Augusto Aragón |

| 21 de agosto  | Independiente Medellín                                             | 4 – 0     | Palestino | Estádio Hernán Ramírez Villegas, Pereira    |
| 19:30 (UTC−5) | Román 29' (g.c.) · Alvarado 42' · Chaverra 66' (pen) · Perlaza 67' | Relatório |           | Público: 9 384 Árbitro: BRA Flávio de Souza |

Independiente Medellín venceu por 6–2 no placar agregado.

### Chave G
| 15 de agosto  | Boca Juniors | 1 – 0     | Cruzeiro | Estádio La Bombonera, Buenos Aires            |
| 21:30 (UTC−3) | Cavani 65'   | Relatório |          | Público: 43 973 Árbitro: VEN Jesús Valenzuela |

| 22 de agosto  | Cruzeiro                         | 2 – 1     | Boca Juniors  | Estádio Mineirão, Belo Horizonte           |
| 21:30 (UTC−3) | Matheus Henrique 9' · Walace 21' | Relatório | Giménez 45+3' | Público: 58 323 Árbitro: COL Wilmar Roldán |

|                                                        |       | Penalidades                      |  |
| William Matheus Henrique Marlon Xavier Dinenno Barreal | 5 − 4 | Rojo Lema Blanco Figal Merentiel |  |

2–2 no placar agregado, Cruzeiro venceu por 5–4 na disputa de pênaltis.

### Chave H
| 13 de agosto  | Red Bull Bragantino | 1 – 2     | Corinthians                   | Estádio Santa Cruz, Ribeirão Preto           |
| 21:30 (UTC−3) | Helinho 56'         | Relatório | Giovane 6' · Talles Magno 14' | Público: 11 674 Árbitro: CHI Felipe González |

| 20 de agosto  | Corinthians | 1 – 2     | Red Bull Bragantino                  | Neo Química Arena, São Paulo |
| 21:30 (UTC−3) | Garro 24'   | Relatório | Eduardo Sasha 72' · Luan Cândido 76' | Árbitro: COL Andrés Rojas    |

|                                                                                      |       | Penalidades                                                                             |  |
| Garro André Ramalho Matheus Bidu Pedro Henrique Wesley Ryan Gustavo Gustavo Henrique | 5 − 4 | Eduardo Sasha Lucas Evangelista Luan Cândido Borbas Gustavinho Douglas Mendes Guilherme |  |

3–3 no placar agregado, Corinthians venceu por 5–4 na disputa de pênaltis.

## Quartas de final
Equipe 1 possui o mando de campo no primeiro jogo e em negrito as equipes classificadas.
| Chave | Equipe 1             | Total       | Equipe 2               | Ida | Volta |
| ----- | -------------------- | ----------- | ---------------------- | --- | ----- |
| S1    | Fortaleza            | 0–5         | Corinthians            | 0–2 | 0–3   |
| S2    | Libertad             | 1–3         | Cruzeiro               | 0–2 | 1–1   |
| S3    | Lanús                | 1–1 (5–6 p) | Independiente Medellín | 0–0 | 1–1   |
| S4    | Athletico Paranaense | 2–4         | Racing                 | 1–0 | 1–4   |

### Chave S1
| 17 de setembro | Fortaleza | 0 – 2     | Corinthians                          | Arena Castelão, Fortaleza                  |
| 21:30 (UTC−3)  |           | Relatório | Igor Coronado 39' · Yuri Alberto 90' | Público: 46 617 Árbitro: ARG Darío Herrera |

| 24 de setembro | Corinthians                                         | 3 – 0     | Fortaleza | Neo Química Arena, São Paulo            |
| 21:30 (UTC−3)  | Romero 55' · Igor Coronado 59' · Pedro Henrique 81' | Relatório |           | Público: 44 453 Árbitro: CHI Piero Maza |

Corinthians venceu por 5–0 no placar agregado.

### Chave S2
| 19 de setembro | Libertad | 0 – 2     | Cruzeiro                    | Estádio Defensores del Chaco, Assunção |
| 20:30 (UTC−4)  |          | Relatório | Kaio Jorge 19' · Díaz 45+3' | Árbitro: URU Gustavo Tejera            |

| 26 de setembro | Cruzeiro       | 1 – 1     | Libertad       | Estádio Mineirão, Belo Horizonte             |
| 21:30 (UTC−3)  | Kaio Jorge 12' | Relatório | Santa Cruz 72' | Público: 52 974 Árbitro: CHI Felipe González |

Cruzeiro venceu por 3–1 no placar agregado.

### Chave S3
| 18 de setembro | Lanús | 0 – 0     | Independiente Medellín | Estádio La Fortaleza, Lanús                |
| 21:30 (UTC−3)  |       | Relatório |                        | Público: 9 547 Árbitro: BRA Wilton Sampaio |

| 25 de setembro | Independiente Medellín | 1 – 1     | Lanús              | Estádio Atanasio Girardot, Medellín         |
| 19:30 (UTC−5)  | García 61'             | Relatório | Londoño 39' (g.c.) | Público: 29 939 Árbitro: VEN Alexis Herrera |

|                                                         |       | Penalidades                                       |  |
| L. Chaverra F. Chaverra Lima Sandoval Aja Fory Mosquera | 5 − 6 | Bou Izquierdoz Salvio Soler Peña Torres M. Moreno |  |

1–1 no placar agregado, Lanús venceu por 6–5 na disputa de pênaltis.

### Chave S4
| 19 de setembro | Athletico Paranaense | 1 – 0     | Racing | Ligga Arena, Curitiba                       |
| 21:30 (UTC−3)  | João Cruz 38'        | Relatório |        | Público: 24 214 Árbitro: CHI Cristian Garay |

| 26 de setembro | Racing                                                          | 4 – 1     | Athletico Paranaense | Estádio El Cilindro, Avellaneda           |
| 21:30 (UTC−3)  | Almendra 1' · A. Martínez 23' · R. Martínez 42' · Martirena 77' | Relatório | Nikão 47'            | Público: 28 578 Árbitro: COL Andrés Rojas |

Racing venceu por 4–2 no placar agregado.

## Semifinais
Equipe 1 possui o mando de campo no primeiro jogo e em negrito as equipes classificadas.
| Chave | Equipe 1    | Total | Equipe 2 | Ida | Volta |
| ----- | ----------- | ----- | -------- | --- | ----- |
| F1    | Corinthians | 3–4   | Racing   | 2–2 | 1–2   |
| F2    | Cruzeiro    | 2–1   | Lanús    | 1–1 | 1–0   |

### Chave F1
| 24 de outubro | Corinthians           | 2 – 2     | Racing                   | Neo Química Arena, São Paulo                |
| 21:30 (UTC−3) | Yuri Alberto 11', 33' | Relatório | Salas 6' · Martirena 54' | Público: 44 238 Árbitro: URU Gustavo Tejera |

| 31 de outubro | Racing                  | 2 – 1     | Corinthians     | Estádio El Cilindro, Avellaneda              |
| 21:30 (UTC−3) | Quintero 36' (pen), 39' | Relatório | Yuri Alberto 6' | Público: 38 283 Árbitro: CHI Felipe González |

Racing venceu por 4–3 no placar agregado.

### Chave F2
| 23 de outubro | Cruzeiro       | 1 – 1     | Lanús       | Estádio Mineirão, Belo Horizonte            |
| 19:00 (UTC−3) | Kaio Jorge 50' | Relatório | Carrera 73' | Público: 57 158 Árbitro: URU Andrés Matonte |

| 30 de outubro | Lanús | 0 – 1     | Cruzeiro         | Estádio La Fortaleza, Lanús               |
| 19:00 (UTC−3) |       | Relatório | Kaio Jorge 45+1' | Público: 29 589 Árbitro: PAR Juan Benítez |

Cruzeiro venceu por 2–1 no placar agregado.

## Final
| 23 de novembro | Racing                                              | 3 – 1     | Cruzeiro       | Estádio General Pablo Rojas, Assunção         |
| 17:00 (UTC−3)  | Martirena 15' · A. Martínez 20' · R. Martínez 90+5' | Relatório | Kaio Jorge 52' | Público: 43 828 Árbitro: URU Esteban Ostojich |